# Trae Bell-Haynes
Trae Bell-Haynes (Toronto, Ontario, 5 de septiembre de 1995) es un baloncestista canadiense que pertenece a la plantilla del Casademont Zaragoza  de la Liga ACB. Con 1,88 metros de estatura, juega en la posición de base.

## Trayectoria deportiva

### Universidad
Jugó cuatro temporadas con los Catamounts de la Universidad de Vermont, en las que promedió 11,7 puntos, 3,1 rebotes y 3,7 asistencias por partido. En su primera temporada fue incluido en el mejor quinteto rookie de la America East Conference, al año siguiente en el tercer mejor quinteto absoluto, y en sus dos últimas campañas en el primero, siendo además elegido en ambas Jugador del Año.

### Profesional
Tras no ser elegido en el Draft de la NBA de 2018, disputó la NBA Summer League con Milwaukee Bucks, con los que en cinco partidos promedió 5,6 puntos y 2,0 rebotes. El 28 de agosto firmó su primer contrato profesional con los Skyliners Frankfurt de la Basketball Bundesliga alemana, de tres meses de duración ampliable hasta final de la temporada.
En la temporada 2020-21, juega en las filas del Crailsheim Merlins de la Basketball Bundesliga alemana, en el que promedió 16,8 puntos, 7,2 asistencias y 3,8 rebotes por partido.
El 16 de julio de 2021, firma por el Breogán Lugo de la Liga Endesa.
El 15 de julio de 2022, firma por el KK Budućnost Podgorica de la Liga Montenegrina de Baloncesto.
El 4 de junio de 2023 firma por el Casademont Zaragoza de la Liga ACB.

### Selección nacional
En septiembre de 2022 disputó con el combinado absoluto canadiense el FIBA AmeriCup de 2022, finalizando en cuarta posición.
Durante agosto y septiembre de 2023 fue integrante de la selección de Canadá que participó en el Mundial de 2023 celebrado en Asia, y que consiguió el bronce, tras vencer a Estados Unidos en la final de consolación.